# Teenage Caveman
Teenage Caveman (br: Além da Escuridão) é um filme de ficção científica de 2002 dirigido pelo cineasta Larry Clark. O filme é um remake do filme homónimo de 1958, dirigido por Roger Corman.